# 中国人民解放军天津市滨海新区军事部
中国人民解放军天津市滨海新区军事部，位于天津市滨海新区，是天津市滨海新区的中国人民解放军军事机关。

## 沿革
2011年3月29日，中国人民解放军天津市滨海新区军事部成立大会在天津市滨海新区举行，北京军区副司令员张宝书，中共天津市委副书记、滨海新区区委书记何立峰出席并讲话，共同为中国人民解放军天津市滨海新区军事部揭牌。中共天津市委常委、天津警备区政委谢建华主持大会并宣读中国人民解放军天津市滨海新区军事部成立命令、党委常委任职命令、军政主官任职命令，天津警备区司令员董泽平讲话，两人共同为滨海新区国防动员委员会揭牌。
滨海新区作为国家综合配套改革试验区，坚持军民融合式发展，区内的航空航天、电子信息等军民两用高新技术产业发展迅速。中国人民解放军天津市滨海新区军事部将辖区内的军工企业纳入国防动员范畴，并在相关经济功能区探索成立基层武装组织。2013年4月，中央军委总部在滨海新区召开重点战略目标考察现场会。根据此次会议的要求，军事部对一批重点企业开展了数据采集工作，同时对企业员工开展军训和国防教育。

## 历任领导
| 部长、党委副书记 1. 于洪浩 大校（2011年3月—11月） 2. 王庭俊 大校（2011年11月—） | 党委第一书记 （滨海新区区委书记兼） 1. 何立峰（2011年3月—） 2. 宗国英（2014年11月—） | 政治委员、党委书记 1. 赵玉石 大校（2011年3月—） |